# McHenry (Dakota del Nord)
McHenry és una població dels Estats Units a l'estat de Dakota del Nord. Segons el cens del 2000 tenia 71 habitants.

## Demografia
Segons el cens del 2000, McHenry tenia 71 habitants, 36 habitatges, i 27 famílies. La densitat de població era de 105,4 hab./km².
Dels 36 habitatges en un 11,1% hi vivien nens de menys de 18 anys, en un 66,7% hi vivien parelles casades, en un 5,6% dones solteres, i en un 25% no eren unitats familiars. En el 22,2% dels habitatges hi vivien persones soles el 19,4% de les quals corresponia a persones de 65 anys o més que vivien soles. El nombre mitjà de persones vivint en cada habitatge era d'1,97 i el nombre mitjà de persones que vivien en cada família era de 2,22.
Per edats la població es repartia de la següent manera: un 8,5% tenia menys de 18 anys, un 4,2% entre 18 i 24, un 12,7% entre 25 i 44, un 26,8% de 45 a 60 i un 47,9% 65 anys o més.
L'edat mediana era de 64 anys. Per cada 100 dones de 18 o més anys hi havia 85,7 homes.
La renda mediana per habitatge era de 26.250 $ i la renda mediana per família de 27.813 $. Els homes tenien una renda mediana de 57.917 $ mentre que les dones 27.917 $. La renda per capita de la població era de 14.702 $. Entorn del 4,3% de les famílies i el 16,7% de la població estaven per davall del llindar de pobresa.

## Poblacions més properes
El següent diagrama mostra les poblacions més properes.